# Zelenkoa
Zelenkoa là một chi phong lan trong họ Orchidaceae.

## Hình ảnh

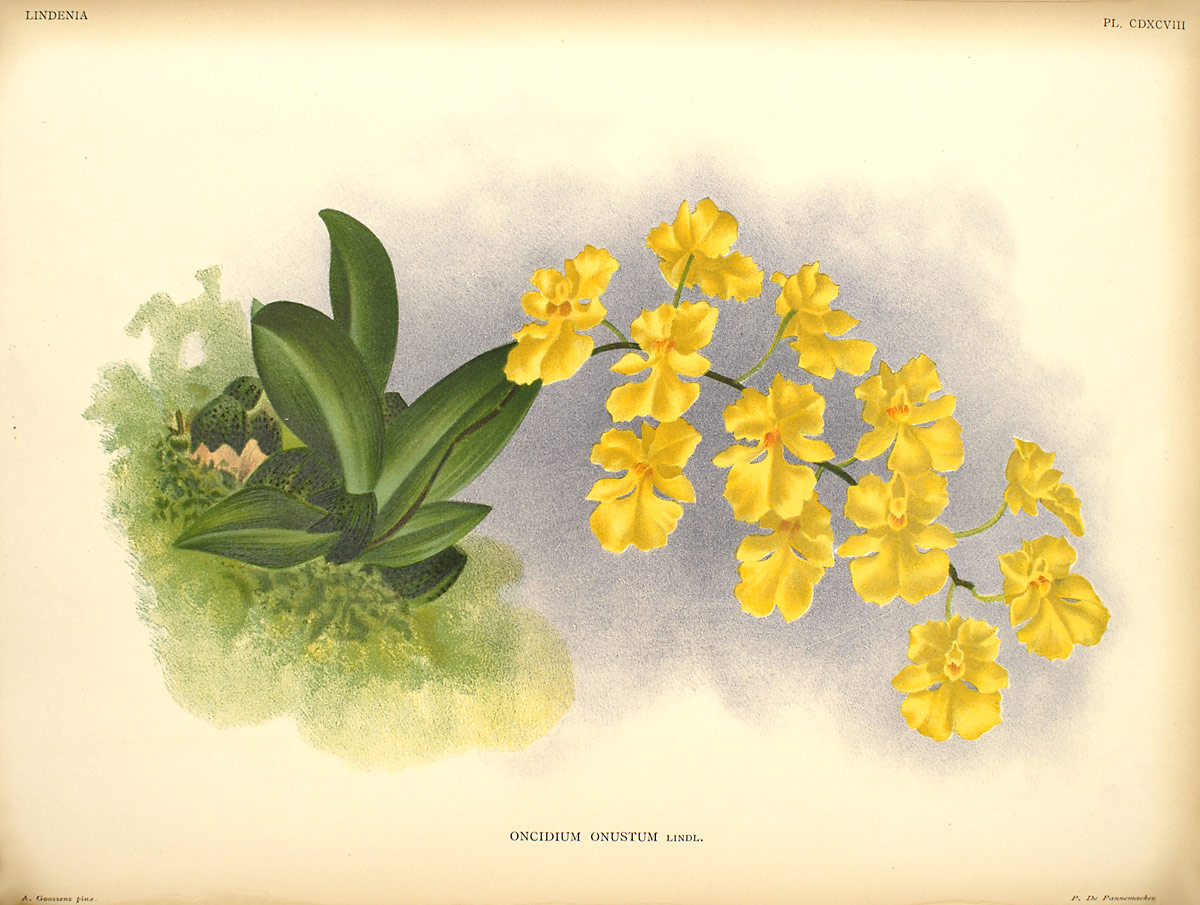
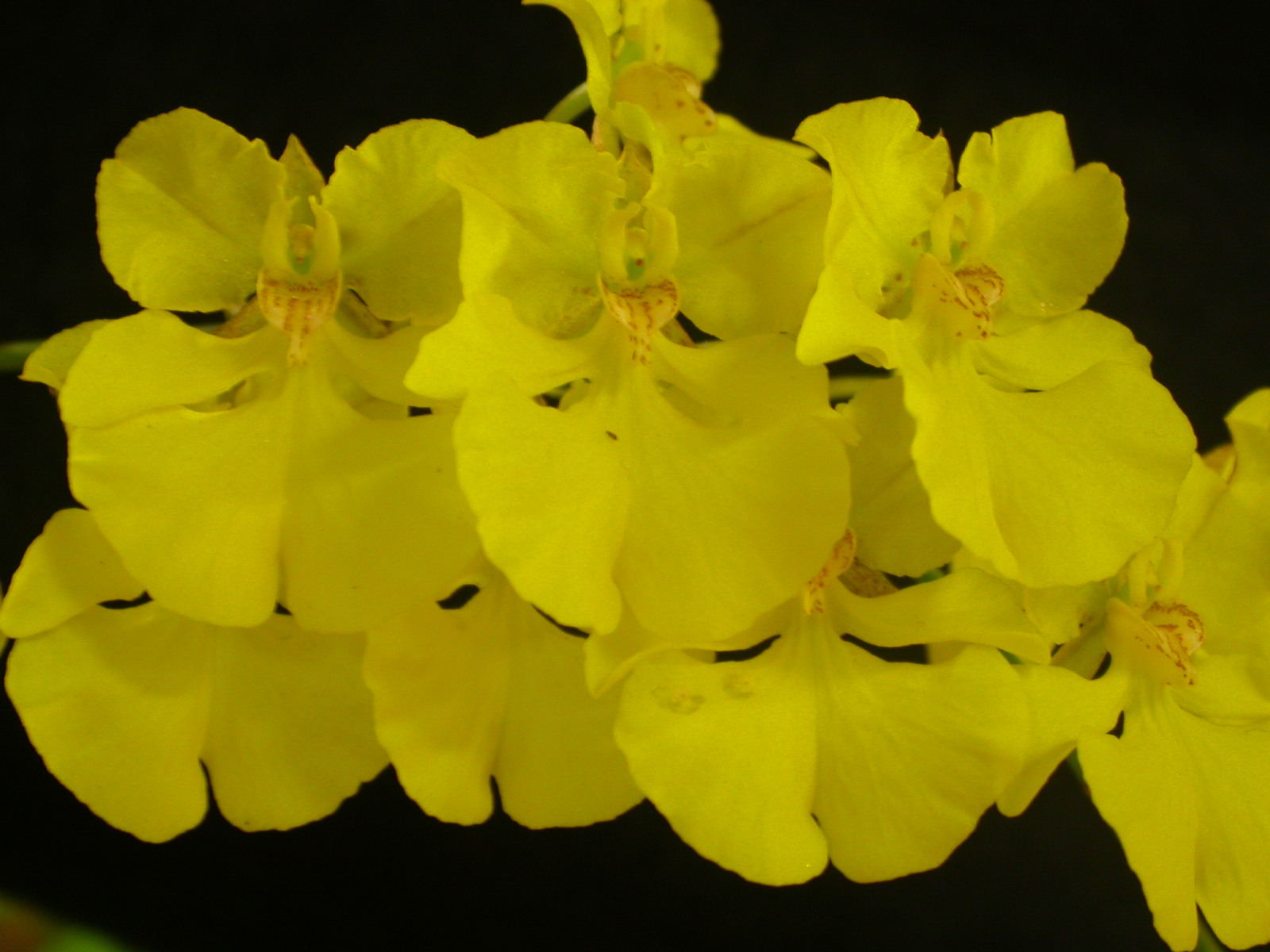